# Ventrifossa
Ventrifossa es un género de peces actinopterigios de la familia Macrouridae y de la orden de los gadiformes.

## Especies
- Ventrifossa atherodon (C. H. Gilbert & Cramer, 1897)
- Ventrifossa ctenomelas (C. H. Gilbert & Cramer, 1897)
- Ventrifossa divergens C. H. Gilbert & C. L. Hubbs, 1920
- Ventrifossa fusca Okamura, 1982
- Ventrifossa garmani (D. S. Jordan & C. H. Gilbert, 1904)
- Ventrifossa gomoni Iwamoto & A. Williams, 1999
- Ventrifossa johnboborum Iwamoto, 1982
- Ventrifossa longibarbata Okamura, 1982
- Ventrifossa macrodon Sazonov & Iwamoto, 1992
- Ventrifossa macropogon N. B. Marshall, 1973
- Ventrifossa macroptera Okamura, 1982
- Ventrifossa misakia (D. S. Jordan & C. H. Gilbert, 1904)
- Ventrifossa mucocephalus N. B. Marshall, 1973
- Ventrifossa mystax Iwamoto & M. E. Anderson, 1994
- Ventrifossa nasuta (J. L. B. Smith, 1935)
- Ventrifossa nigrodorsalis C. H. Gilbert & C. L. Hubbs, 1920
- Ventrifossa obtusirostris Sazonov & Iwamoto, 1992
- Ventrifossa paxtoni Iwamoto & A. Williams, 1999
- Ventrifossa petersonii (Alcock, 1891)
- Ventrifossa rhipidodorsalis Okamura, 1984
- Ventrifossa saikaiensis Okamura, 1984
- Ventrifossa sazonovi Iwamoto & A. Williams, 1999
- Ventrifossa teres Sazonov & Iwamoto, 1992
- Ventrifossa vinolenta Iwamoto & Merrett, 1997

- Datos: Q2119004
- Multimedia: Ventrifossa / Q2119004
- Especies: Ventrifossa